# Сантяго дел Естеро
Сантяго дел Естеро (на испански: Santiago del Estero) е столицата на едноименната аржентинска провинция Сантяго дел Естеро. Населението му е 244 733 жители (2001 г.), а площта е 2116 км². Намира се на 187 m надморска височина на 1042 km на северозапад от Буенос Айрес.